# Agnoszticizmus
Az agnoszticizmus (a görög agnosztosz 'megismerhetetlen' szóból) egy olyan filozófiai ismeretelméleti nézet, amely szerint a valóság végső dolgai, Isten vagy istenségek (felsőbb hatalmak, természetfeletti) létezését nem tudjuk megismerni, nem tudhatjuk, hogy léteznek-e vagy nem, és e tudás nélkül kell élnünk a világon.
A kifejezést és a hozzá kapcsolódó agnosztikus kifejezést Thomas Henry Huxley 1869-ben hozta létre azon emberek leírására, akik határozatlanok vagy elkötelezetlenek az istenségek létezésének kérdésében és más vallási kérdésekben. Az agnoszticizmus nem keverendő az olyan nézetekkel, amelyek speciálisan a gnózis, gnoszticizmus ideológiáját tagadják, ezek olyan vallási áramlatok, melyeknek nincs speciális közük az agnoszticizmushoz.
Az agnosztikusok állíthatják, hogy nem lehetséges abszolút vagy biztos tudásunk. Ugyanakkor állíthatják azt is, hogy bár a biztos tudás lehetséges, nekik nincs ilyen a birtokukban. Mindkét esetben az agnoszticizmus bizonyos filozófiai szkepticizmus a vallási kérdések irányában.
Egy agnosztikus állíthatja, hogy a vallási kérdésekről szóló állítások nem igazoltak, vagy nem igazolhatóak. Ebben az esetben észszerű lehet az, hogy nem mondunk ítéletet. Például egy agnosztikus igényelheti, hogy a vallási állításokat ugyanúgy igazolják, mint a tudományos állításokat, esetleg a tudományos módszer szerint. Létezik ugyanakkor olyan felfogás is, miszerint a vallási kérdésekben az ész használhatatlan ugyan, ennek ellenére mégis lehetséges a vallásokban való hit (agnosztikus teizmus), ennélfogva az agnoszticizmus nem azonosítható az ateizmussal.
A leghíresebb agnosztikusok között volt Thomas Henry Huxley, Charles Darwin. David Hume művei (például a Beszélgetések a természetes vallásról) alapján vannak, akik úgy érvelnek, hogy tulajdonképpen agnosztikus nézetei voltak.

A vallási felekezet nélküliek aránya (százalékban) a világ országaiban. (Pew Research, 2010)

## Variációk
A teisták és erős ateisták állításokat tesznek a világról: a teista azt, hogy „Isten létezik”, az erős ateista, hogy „Isten nem létezik”. Az agnosztikusok így fejezik ki véleményüket: „nem lehet tudni, hogy Isten létezik-e”.
Az agnosztikusok minden más filozófiai irányzatnál jobban szenvedtek a terminológiai pontatlanságoktól. Például az agnoszticizmust összekeverik az ateizmussal. Az ateizmus szabadgondolkodó hagyománya gyenge ateizmusnak nevezi a vallásos hit hiányát, avagy negatív ateizmusnak. De a gyenge ateizmus és az agnoszticizmus között lehet különbséget tenni, aszerint, hogy az ember különbséget tesz hit és tudás között. Az agnosztikus ateizmus mindkettő kombinációja.
További variációk:
- Az erős agnoszticizmus, avagy szigorú agnoszticizmus az a nézet, hogy az istenről való tudás lehetetlen, vagy emberek számára lehetetlen.
- A gyenge agnoszticizmus szerint nem feltétlenül lehetetlen megtudni, de az ember nem hozhat ítéletet, amíg nincs meg a megfelelő tudás.
- Az apatetikus agnoszticizmus avagy ignoszticizmus szerint az istenről való állítások értelmetlenek, mivel nincsenek ellenőrizhető empirikus következményeik. (Így érvelhetünk úgy, hogy a logikai pozitivizmus ignoszticizmust foglal magában.)

## Fontosabb képviselőik

### Thomas Henry Huxley
Az agnosztikus nézetek olyan régiek, mint a filozófiai szkepticizmus de az „agnosztikus” és „agnoszticizmus” elnevezéseket Huxley alkotta meg, hogy a korabeli metafizikai kérdésekről való véleményét összefoglalja a „korlátlanról” (Hamilton) és a „megismerhetetlenről” Herbert Spencer. Huxley 1869-ben kezdte el használni az „agnosztikus” kifejezést, a véleménye valamikor korábban formálódott meg. Charles Kingsley-hez írt levelében írja 1860-ban:

| „               | Se nem hiszem, se nem tagadom az ember halhatatlanságát. Nem látok okot, hogy higgyem, de más oldalról nincs módom megcáfolni sem. Nincs előfeltevésem a kérdésről. Egyetlen, a természetet naponta kutató ember sem engedheti meg magának az előfeltevésekkel járó nehézségeket. Adj nekem bizonyítékot, ami igazolja nekem, hogy bármi másban higgyek, és akkor hinni fogom. Miért ne? Semmivel sem lenne nagyobb csoda, mint az erő megmaradása, vagy az anyag elpusztíthatatlansága… | ” |
| – Huxley, 1860. | |   |

Az agnoszikus szó eredetéről Huxley ekképpen írt :

| „                                   | Így hát gondoltam egyet, és feltaláltam a megfelelőnek kinéző megnevezést: »agnosztikus«. Az egyháztörténet »gnosztikus« fogalmának megfelelő ellentéteként jutott eszembe, azon gnosztikusoknak, akik azt állították, hogy oly sokat tudnak azon dolgokról, amelyekkel kapcsolatban én »tudatlan« voltam. Megelégedettségemre, a kifejezés jól hangzott. | ” |
| – Huxley, Coll. Ess. v. pp. 237–239 | |   |

Huxley agnoszticizmusáról azt mondják, hogy az 1860-as évek filozófiai és intellektuális feltételeinek természetes következménye volt, amikor is a klerikus intolerancia megpróbálta elnyomni azon tudományos felfedezéseket, amelyek a Biblia szó szerinti olvasatának és egyéb keresztény doktrínáknak ellent mondani látszottak. Az agnoszticizmust azonban nem szabad összekeverni a deizmussal és panteizmussal, vagy a teizmus egyéb pozitív formáival.
Tisztázásképpen Huxley azt állítja:

| „                               | Intellektuális kérdésekben, kövesd az értelmedet olyan messzire, amilyen messzire az visz, minden más megfontolás ellenére. Másrészről: Intellektuális kérdésekben ne vedd azon konklúziókat biztosnak, amelyeket nem bizonyítottak, vagy nem bizonyíthatóak. | ” |
| – Huxley, Agnoszticizmus, 1889. | |   |

A. W. Momeria megjegyezte, hogy ez nem más, mint a becsületesség definíciója. Huxley általános felfogása azonban túlment a becsületességen, és azt mondta, hogy ezek a metafizikai kérdések alapvetően nem tudhatóak.

### Charles Darwin
1879-ben, amikor Darwin az életrajzát írta, egy levél érkezett, hogy vajon hisz-e Istenben, és hogy a teizmus és evolúció összeegyeztethető-e. Azt válaszolta, hogy egy ember „lehet lelkes teista, és egyben evolucionista” Charles Kingsleyt és Asa Gayt hozva fel példának, és hogy magáról beszélve, „soha nem volt ateista, abban az értelemben, hogy tagadná Istent”. Hozzátette, hogy „Általában, de nem mindig, azt gondolom, (és minél öregebb leszek, annál inkább), hogy az agnosztikus volna a megfelelő megnevezés a véleményemre.”

### Bertrand Russell
Bertrand Russell híres, Miért nem vagyok keresztény című pamfletjét, amely egy 1927-ben előadott beszéden alapul, az agnosztikus gondolkodás klasszikus leírásának tekintik. Az esszé röviden összefoglalja Russell ellenvetését néhány ún. istenérvvel szemben, miután tárgyalja az erkölcsi ellenvetéseit a keresztény tanításokkal szemben. Ezek után szólítja fel olvasóit, hogy „álljanak saját lábukra, és tekintsenek fair és egyenes módon a világra, félelemmentes és szabad intelligenciával”.
Russell későbbi, Vajon ateista vagy agnosztikus vagyok? című pamfletjében elismeri, hogy agnosztikus a szó filozófiai értelmében, mégpedig, hogy nem tudja az igazságot Isten létezésének vagy nem létezésének tekintetében. Ugyanakkor ugyanebben a műben bevallja, hogy az ateista szó írja le leginkább egy nem filozófiai hallgatóságnak a hozzáállását a valláshoz.

### Logikai pozitivizmus
A logikai pozitivistákat, például Rudolf Carnapot és Alfred Julius Ayert, néha agnosztikusnak mondják. Ludwig Wittgenstein hátrahagyott gondolatával: „Amiről nem lehet beszélni, arról hallgatni kell” (Logikai-filozófiai értekezés), ők az istenről való bármilyen beszédet értelmetlennek gondolták. A logikai pozitivistáknak, és hozzájuk kapcsolódó más iskoláknak a metafizikai állításoknak nem lehet igazságértékük, és értelmetlennek nyilvánították. De ez magában foglal minden istenről való állítást, még az agnosztikus állításokat is. Ayer a „Nyelv, Igazság és Logika” című könyvében nyíltan elutasítja az agnoszticizmust, annak ellenére, hogy az az Istenről való tudást lehetetlennek mondja, de értelmes állításnak.

## Lásd még
- Ateizmus
- Deizmus
- Isten
- Racionalizmus
- Vallás
- Szekularizáció
- Teizmus
- Ateista és Agnosztikus Klub